# Kanton Anglès
Der Kanton Anglès war bis 2015 ein französischer Wahlkreis im Arrondissement Castres, im Département Tarn der Region Midi-Pyrénées. Hauptort war Anglès. Vertreter im Generalrat des Départements war zuletzt von 2004 bis 2015 Serge Cazals (DVG).
Der Kanton war 115,52 km² groß und hatte 690 Einwohner, was einer Bevölkerungsdichte von 6 Einw./km² entsprach. Im Mittel liegt er 764 Meter über Normalnull, zwischen 358 und 1111 Meter.

## Gemeinden
Der Kanton bestand aus drei Gemeinden:
| Gemeinde     | Einwohner Jahr | Fläche km² | Bevölkerungsdichte | Code INSEE | Postleitzahl |
| ------------ | -------------- | ---------- | ------------------ | ---------- | ------------ |
| Anglès       | 525 (2013)     | 85,62      | 6 Einw./km²        | 81014      | 81260        |
| Lamontélarié | 70 (2013)      | 21,58      | 3 Einw./km²        | 81134      | 81260        |
| Lasfaillades | 80 (2013)      | 8,32       | 10 Einw./km²       | 81137      | 81260        |